# Михама (Фукуи)
Михама (яп. 美浜町 Михама-тё:) — посёлок в Японии, находящийся в уезде Миката префектуры Фукуи. Площадь посёлка составляет 152,32 км², население — 9925 человек (1 июля 2014), плотность населения — 65,16 чел./км².

## Географическое положение
Посёлок расположен на острове Хонсю в префектуре Фукуи региона Тюбу. С ним граничат города Цуруга, Такасима и посёлок Вакаса. Неподалёку от посёлка расположена АЭС Михама.

## Население
Население посёлка составляет 9925 человек (1 июля 2014), а плотность — 65,16 чел./км². Изменение численности населения с 1980 по 2005 годы:
| 1980 | 13 036 чел. |  |
| 1985 | 13 384 чел. |  |
| 1990 | 13 222 чел. |  |
| 1995 | 12 362 чел. |  |
| 2000 | 11 630 чел. |  |
| 2005 | 11 023 чел. |  |

## Символика
Деревом посёлка считается сосна, цветком — рододендрон.